# Sâncrăieni
Sâncrăieni alte Schreibweise Sîncrăieni [sɨnˈkrəienʲ] (veraltet Ciuc-Sâncraiu; ungarisch Csíkszentkirályi) ist eine Gemeinde im Kreis Harghita, in der Region Siebenbürgen in Rumänien.

## Geographische Lage

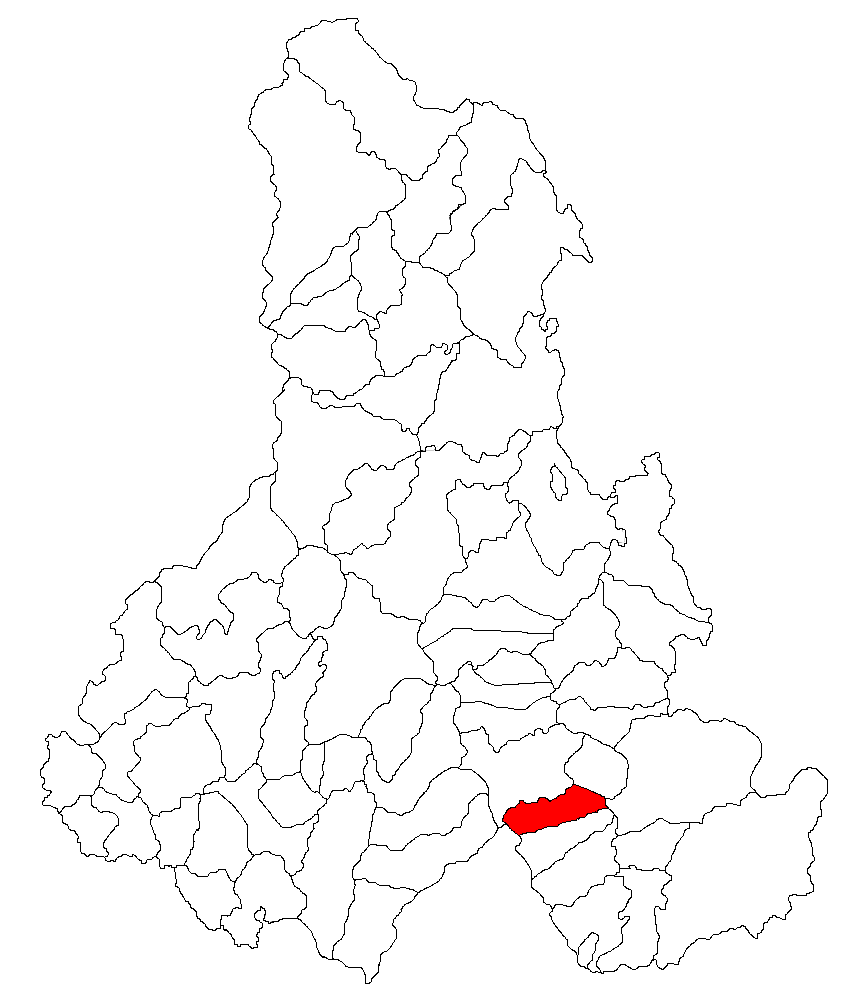
Lage der Gemeinde Sâncrăieni im Kreis Harghita

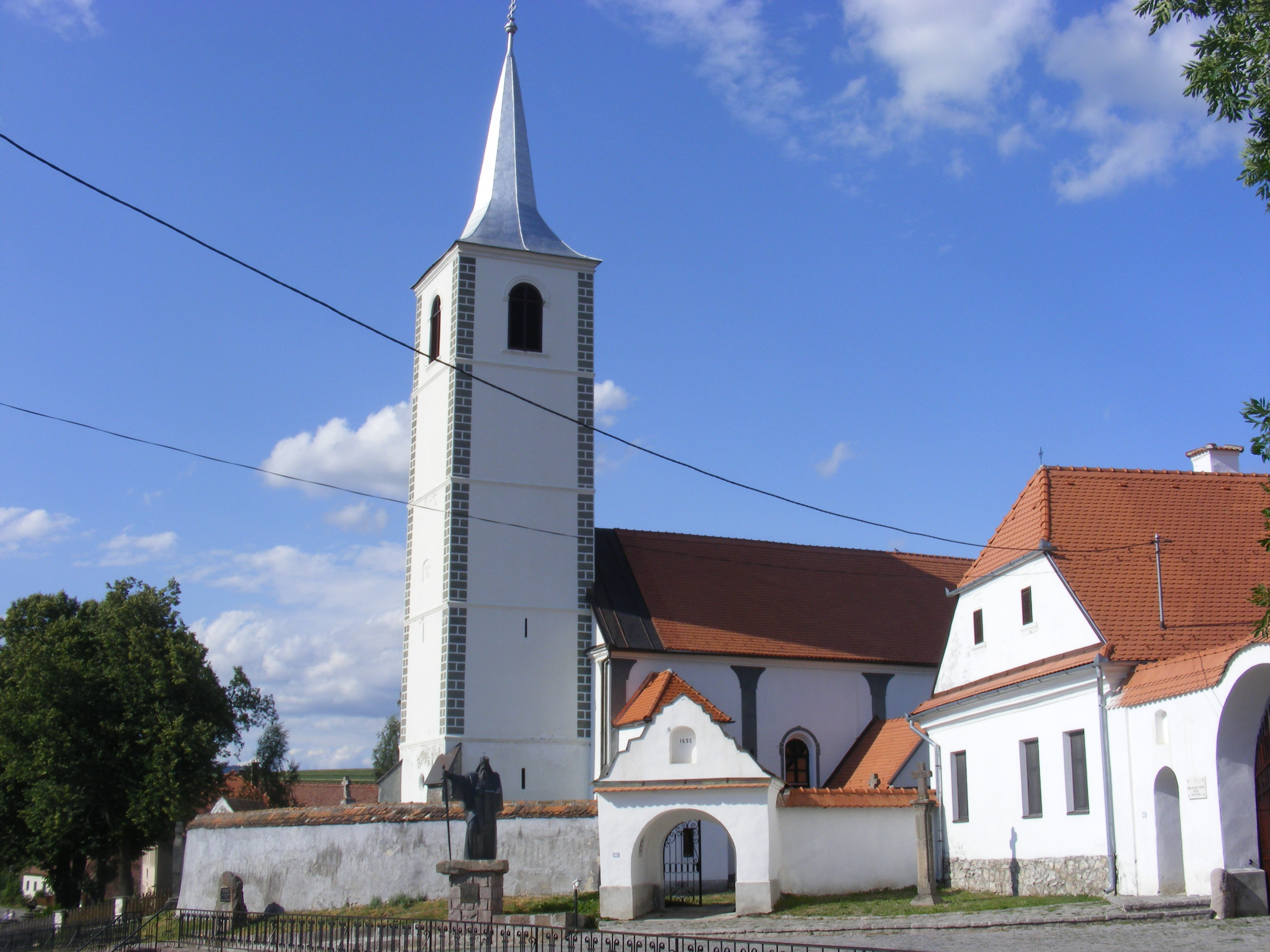
Katholische Kirche in Sâncrăieni

Sâncrăieni befindet sich östlich des Harghita-Gebirges – ein Teilgebirge der Ostkarpaten – in der historischen Region Szeklerland. Am Oberlauf des Flusses Olt (Alt), an der Nationalstraße DN12 und an der Bahnstrecke Sfântu Gheorghe–Siculeni–Adjud befindet sich der Ort Sâncrăieni fünf Kilometer südlich der Kreishauptstadt Miercurea Ciuc (Szeklerburg).

## Geschichte
Der mehrheitlich von Szeklern bewohnte Ort Sâncrăieni, wurde 1333 erstmals urkundlich erwähnt.
Auf dem Gemeindegebiet in den Ostausläufern des Harghita-Gebirges sind Erdwälle und Gräben vermerkt, aber noch keinem Zeitalter zugeordnet. Auf dem Berg Harom wird eine Burgruine dem Mittelalter zugeordnet. Ansonsten werden noch einige archäologische Funde unterschiedlichen Zeitalter zugeordnet.
Im Verzeichnisses historischer Denkmäler des Ministeriums für Kultur und nationales Erbe (Ministerul Culturii și Patrimoniului Național) werden auf dem Areal Karimósarka Besiedlungen aus dem Spätmittelalter bis zurück in die Bronzezeit datiert. Und auf dem Areal Borvísdomb werden Besiedlungen der Latènezeit bis in die Jungsteinzeit zugeordnet.
Auch die Adelsfamilie der Andrássys hatte ihre Wurzeln in Szekler-Land. Gemäß der Familienchronik lebten die Andrássys bis zum XVI. Jahrhundert in dieser Ortschaft, dessen ungarische Form (Csík – Szent-Király) sie auch in ihren Familiennamen als Namenszusatz aufgenommen haben.
Im Königreich Ungarn gehörte Sâncrăieni dem Stuhlbezirk Kászonalcsík in der Gespanschaft Csík (rumänisch Comitatul Ciuc). Nach dem Ersten Weltkrieg wurde anhand des Vertrages von Trianon Siebenburgen von Ungarn abgetrennt und kam an Rumänien. Die Ortschaft gehörte anschließend dem historischen Kreis Ciuc und ab 1950 dem heutigen Kreis Harghita an.
Auf dem Gemeindegebiet befinden sich mehrere Mineralwasserquellen und in einer Abfüllanlage wird das Mineralwasser mit der Bezeichnung „Perla Harghitei“ abgefüllt.
Bis 2004 gehörte zu Sâncrăieni auch die südliche Nachbargemeinde Sântimbru (Csikszentimre) an.

## Bevölkerung
Die Bevölkerung in Sâncrăieni entwickelte sich wie folgt:
| Volkszählung | Volkszählung | Ethnische Zusammensetzung | Ethnische Zusammensetzung | Ethnische Zusammensetzung | Ethnische Zusammensetzung |
| Jahr         | Bevölkerung  | Rumänen                   | Ungarn                    | Deutsche                  | andere                    |
| ------------ | ------------ | ------------------------- | ------------------------- | ------------------------- | ------------------------- |
| 1850         | 1.696        | 69                        | 1.593                     | -                         | 34                        |
| 1941         | 1.976        | 1                         | 1.973                     | 1                         | 1                         |
| 1977         | 2.682        | 46                        | 2.599                     | 2                         | 35                        |
| 2002         | 2.478        | 41                        | 2.414                     | -                         | 23                        |
| 2011         | 2.526        | 32                        | 2.332                     | 2                         | 160                       |
| 2021         | 2.476        | 26                        | 2.225                     | -                         | 225 (36 Roma)             |

Seit 1850 wurde auf dem Gebiet von Sâncrăieni die höchste Einwohnerzahl und die der Magyaren 1977 ermittelt. Die höchste Anzahl der Rumänen (119) wurde 1920, der Roma (123) wurde 2011 und die der Deutschsprechenden (12) wurde 1930 registriert.

## Sehenswürdigkeiten
Sehenswert sind in Sâncrăieni die katholische Kapelle Ziua Domnului und die katholische Kirche Sf. Ștefan beide im 15. Jahrhundert errichtet und im 18. Jahrhundert erneuert, das Pfarrhaus Mitte des 19. Jahrhunderts errichtet und ein Steinkreuz von 1746, stehen alle unter Denkmalschutz.

## Städtepartnerschaft
Die Gemeinde Sâncrăieni pflegt eine Partnerschaft mit der ungarischen Gemeinde Igal.